# Daniel Paiola
Daniel Vasconcellos Paiola (Campinas, 4 de maio de 1989) é um jogador brasileiro de badminton. 

## Carreira
Integrou a delegação nacional que disputou os Jogos Pan-Americanos de 2011, em Guadalajara, no México, onde conquistou a medalha de bronze. Paiola foi o primeiro atleta na história o badminton brasileiro a conquistar uma medalha individual em Jogos Pan-Americanos.
Participou dos Jogos Pan-Americanos de 2015 em Toronto, onde obteve medalha de prata nas duplas masculinas jogando com Hugo Arthuso.